# Ribautiana sciotoensis
Ribautiana sciotoensis är en insektsart som först beskrevs av Knull 1945.  Ribautiana sciotoensis ingår i släktet Ribautiana och familjen dvärgstritar. Inga underarter finns listade i Catalogue of Life.